# Roger LaVern
Roger Keith Jackson (11 de noviembre de 1937-15 de junio de 2013), conocido profesionalmente como Roger LaVern, fue un músico británico, tecladista y organista del grupo británico de los años 60 The Tornados.

## Biografía

### Primeros años
Roger LaVern nació en Kidderminster en 1937 y su padre era jefe de una empresa de chocolate. Aprendió a tocar el piano y a principios de los años 1960 quiso tocar profesionalmente: "El único trabajo que pude encontrar fue entre las películas en el Walthamstow Granada todos los domingos, pero desafortunadamente los yobbos locales pensaron que era divertido lanzar cosas al pianista".

### The Tornados[2]
Los Tornados se formaron en 1961 como banda de sesión para Joe Meek, aunque el nombre no llegó hasta principios de 1962. En 1961 proporcionaron las instrumentales para el cortometraje The Johnny Leyton Touch, incluyendo una versión jazzizada de "Taboo", originalmente de Margarita Lecuona. De enero de 1962 a agosto de 1963, los Tornados fueron la banda de acompañamiento de Billy Fury (además de grabar y actuar por derecho propio); hicieron giras y grabaron con Fury como The Tornados. Sus grabaciones con Fury fueron producidas por Mike Smith e Ivor Raymonde.
Los Tornados realizaron una película de scopitone (una forma temprana de Video musical) para "Telstar" y otra para su éxito en las listas de éxitos "Robot", en la que los miembros del grupo se pasean por un bosque vestidos con los trajes apropiados para la cabeza y con sus guitarras, coqueteando con varias mujeres jóvenes y siendo finalmente detenidos por la policía después de encender una hoguera.
Durante un tiempo, The Tornados fueron considerados serios rivales de The Shadows. El sencillo de The Tornados "Globetrotter" llegó al número 5 de la UK Singles Chart. Sin embargo, los instrumentales pop empezaron a perder adeptos entre el público británico durante 1963, ya que el "Mersey Sound", de The Beatles y otros grupos, empezó a arraigar.

### Roger Lavern & the Microns
Tras dejar The Tornados, formó su propia banda, llamada The Microns. Lanzó cuatro sencillos titulados "Christmas Stocking", "Jackson's Jump", "Moon Rocket", (las tres compuestas por Carla LaVern) y "Reindeer Ride", ninguna de estas llegó a las listas de éxitos ni tuvo ventas.
En 2007, llegó su primera y única acreditación en un álbum musical, se trató del álbum recopilatorio de Joe Meek titulado Vampires, Cowboys, Spacemen and Spooks: The Very Best of Joe Meek's Instrumentals.

### Años posteriores
Se fue a vivir a México ya que amaba el país y tuvo éxito como pianista y en el cine. También hizo un anuncio publicitario para Bacardí.
En 1978, hizo su aparición en el programa de televisión The Record Breakers, la cual fue presentada por el cantante, actor y humorista Roy Castle.
Su trabajo para varias organizaciones benéficas fue reconocido públicamente en un acto en la Cámara de los Lores en 2011.
El 6 de febrero de 2013, apareció en el programa 24 ore al pronto soccorso de Real Time como paciente, donde menciona a la banda (The Tornados) y sus ganas de vivir.
Falleció el 15 de junio de 2013 debido a sus problemas de salud. Venía sufriendo desde hacía tiempo artritis en las manos.